# Johan Gabriel Högwall
Johan Gabriel Högwall, född 19 januari 1756 i Alingsås, död 10 oktober 1816 i Göteborg, var en svensk pianotillverkare och instrumentmakare i Stockholm och mellan 1791 och 1815 i Göteborg.

## Biografi
Högwall föddes 19 januari 1756 i Alingsås. Han var son till stoftvävarmästaren Gabriel Högvall (1705/1706–1782) och Hedevik Wurm (1714–1790). Han bodde hos sin familj fram till 1773. Mellan 1779 och 1782 flyttade han åter hem till sina föräldrar. År 1788 flyttade han till Göteborg. Där bodde han med sin familj på kvarteret Klippan i Mariebergs församling, Göteborg mellan 1790 och 1810. År 1811 fick Högwall privilegier att tillverka och reparera fortepianon. Han gick i konkurs 1815. Högwall dog 10 oktober 1816 i Göteborg. Gesällen Ljungberg tog över instrumentverkstaden efter Högwalls död.
Högwall gifte sig med Margareta Elisabeth Broschette (1762–1818). De fick tillsammans barnen Jonas Gabriel (född 1790), Christian Wilhelm (född 1791), Britta Coecilia (född 1798) och Johanna Margreta (född 1801). 
Högwall var även anställd som ekipagebokhållare vid Ostindiska Kompaniets kontor på Klippan

## Medarbetare
- 1806–1810 - Gustaf Palmqvist. Han var gesäll hos Högwall.
- 1810–1813 - Johan Jonsson. Han var gesäll hos Högwall.
- 1811–1812 - C. Söderström. Han var gesäll hos Högwall.
- 1811–1816 - Carl Ljungberg. Han var gesäll hos Högwall.
- 1814– Johan Heinrich Daug. Han var gesäll hos Högwall.

## Bevarade instrument
- 1811 – Fortepiano (bordsformat). Står idag på Göteborgs Stadsmuseum (GM 4797).
- Okänt år – Fortepiano (bordsformat) nummer 41. Ägs idag av Kenneth Sparr, Stockholm.
- 1811 – Fortepiano (bordsformat). Ombyggt till skrivbord, märkt och daterat "JG Högwall Götheborg 1811". Ägs idag (2021) av Tommy Malmgren, Göteborg